# Dokhtaran-e Iran
Dokhtaran-e Iran (en persan : دختران ایران, Doḵtarān-e Īrān, « Filles d'Iran ») est un ancien magazine mensuel iranien féminin, publié à Chiraz du 23 juillet 1931 au novembre 1932 — du 1er mordād 1310 à ādar 1311 S. H. Faḵr-al-Molūk Zandpūr (1909-1952), pionnière dans les droits des femmes en Iran, en est l'éditrice et la rédactrice en chef sous le pseudonyme de Zand-doḵt Shīrāzī. Le magazine abordait des thèmes variés mais principalement sur les thématiques touchant les femmes iraniennes. Plusieurs personnalités iraniennes contribuent aux articles (Sediqeh Dowlatabadi, Said Naficy, Kāẓemzāda Īrānshahr, Rashid Yasemi), mais le journal incluait rarement des articles de femmes et de filles.
Un numéro est composé de quarante à quarante-quatre pages d'une seule colonne mesurant 14 x 19 cm et comprend des illustrations en noir et blanc, et est imprimé par Farhūmand-Ḵāvar et Etteḥādīya à Téhéran. L'abonnement est de 30 Rls. et de 40 puis 50 Rls. à l'étranger. Le dernier numéro est le double no 6-7. Des numéros sont disponibles à la bibliothèque centrale de l'université de Téhéran, et la bibliothèque de l'université de Princeton possède un exemplaire.

## Révolte en Iran de 2022
Le terme fait également référence à des adolescentes qui se sont révoltées après la mort de Mahsa Amini et qui pour 16 d'entre elles ont été tuées pour leur actes de rébellion contre le régime iranien. Parmis ces jeunes femmes Mahsa Amini, Nika Shakarami, Sarina Esmailzadeh, Asar Panahi (16 ans), battue à mort à Ardebil, Nassim Sedghi (23 ans) et championne de taekwondo assassinée par balle à Ouroumieh, Nasrine Ghaderi, doctorante en philosophie tuée à coup de matraque à Téhéran, Mahsa Mougouyi (18 ans) battue à mort à Ispahan, Hadis Nadjafi (20 ans) assassinée par balle à  Karaj, Hannaneh Kia, Setareh Tadjik (17 ans), Mona Naghibi, Mona Naghibi (8 ans) dans le Baloutchistan. 

## Référence
1. 1 2  (en-US) « DOḴTARĀN-E ĪRĀN », sur Encyclopaedia Iranica (consulté le 13 juin 2025)
2. 1 2 3 4  Jean-Pierre Perrin, « Le terrible sacrifice des adolescentes iraniennes », sur Tribune de Genève, 2 décembre 2022 (consulté le 13 juin 2025)

## LIens externes
- (en-US) Nassereddin Parvin, « DOḴTARĀN-E ĪRĀN », sur iranicaonline.org (consulté le 26 juillet 2024)